# Xã Captain's Landing, Quận Morton, Bắc Dakota
Xã Captain's Landing (tiếng Anh: Captain's Landing Township) là một xã thuộc quận Morton, tiểu bang Bắc Dakota, Hoa Kỳ. Năm 2010, dân số của xã này là 120 người.